# Nikolaj Timofejevič Bogomolov
Nikolaj Timofejevič Bogomolov, sovjetski (ruski) častnik in heroj Sovjetske zveze, * 10. avgust 1923, Saratov, † 27. september 1981.

## Življenjepis
Rodil se je 10. avgusta 1923. Po končanju triletne srednje šole se je zaposlil na kolhozu. 
Februarja 1942 je bil vpoklican v Rdečo armado. Sodeloval je v vseh nadaljnjih bojih.
Po koncu vojne se je vrnil na kolhoz.

## Odlikovanja
- heroj Sovjetske zvezde: 23. marec 1945
- red Lenina: 23. marec 1945
- red velike domovinske vojne 1. stopnje: 1945
- red rdeče zvezde: 1943
- red slave 3. stopnje: 1944
- medalja »Za pogum«: 1943
- medalja »Za obrambo Stalingrada«